# Ruffiction
Ruffiction ist eine deutsche Rapcrew, bestehend aus den drei Rappern Crystal F (Berlin), Crack Claus (Hameln) und Arbok 48 (Osnabrück). Crystal F betreibt außerdem das gleichnamige Independent-Label Ruffiction Productions, das neben den Veröffentlichungen der drei Rapper auch andere Künstler veröffentlicht.

## Bandgeschichte
Crystal F, Crack Claus und Partisan lernten sich 2006 kennen und beschlossen gemeinsam Musik zu machen. Crystal F gründete im gleichen Jahr als Nebenprojekt das Label Ruffiction Productions, das zunächst für seine Bekannten gedacht war, dann jedoch genutzt wurde, um die Rapgruppe "Doom & Death", zu dem Zeitpunkt noch bestehend aus Partisan, Phil und ihm, zu vermarkten. Arbok 48 stieß über Audiomax 2007 zu Ruffiction, nachdem er bereits ein Jahr zuvor Crystal F und Crack Claus auf einem Shiml-Konzert kennen gelernt hatte, das von Snuffshit Records veranstaltet worden war. Kurz nachdem das erste Release "Götterdämmerung" veröffentlicht war, verließ Phil das Label wieder. Es folgte die Free-Download-EP "Messermassaker EP" von Partisan und das zweite Album "Das wird eine Nacht", auf dem auch zum allerersten Mal die neuen Crewmitglieder Daniel Gun, Arbok 48 und Audiomax vertreten waren. Nach dem 2008 das Album "Crystal, Crack, Kannibalismus" zusammen mit Crack Claus erschienen war, folgte 2009 Crystal Fs erstes Soloalbum Kunst des Todes, bei dem er sich thematisch bei den Büchern des Autors Cody McFadyen bediente.
2009 wurde die Website Ruffiction.de vorübergehend von der Bundesprüfstelle für jugendgefährdende Medien (BPjM) indiziert. Hintergrund war die Indizierung der beiden Free-Download-Veröffentlichungen Messermassaker EP von Partisan und Das wird eine Nacht von Ruffiction.
Im Oktober 2012 verließen Daniel Gun und Partisan aufgrund "musikalischer Differenzen" das Label. Fortan machten die verbliebenen Mitglieder alleine weiter, veröffentlichten jedoch noch die beiden Alben Rebellion der Großstadt von Daniel Gun und das Album Last Action Heroes von Doom & Death. Während sich das erste DAD noch um reine Gewaltphantasien drehte, zeichnete sich auf dem zweiten Album deutlich mehr Humor ab und war deswegen auch von keiner Indizierung betroffen. 2013 versuchte die Kommission für Jugendmedienschutz die Website von Ruffiction Productions indizieren zu lassen. Grund waren verschiedene Videos auf YouTube, die über die Website verlinkt waren. Die Band arrangierte sich mit der Prüfstelle und entfernte alle Videolinks. Seitdem besteht die offizielle Website nur noch aus Links zum Webshop und Facebook.
Nachdem 2013 das Mixtape Lost Tapes, das unveröffentlichte Lieder aus dem Zeitraum von 2007 bis 2013 beinhaltete, erschien, folgte im Jahr darauf am 13. Juni 2014 das Album Ruffnecks, das als erstes Album der Gruppe in die deutschen Musikcharts auf Platz 21 einstieg. Ein Jahr später erschien bereits das nächste Album Frieden, das auf Platz 9 landete und der Band die erste Top-10-Platzierung, seit ihrer Labelgründung, bescherte.

## Musikstil und Texte
Ruffiction übertreten bewusst Genregrenzen und mischen ihren Hip-Hop mit musikalischen Elementen anderer Genres, wie dem Horrorcore, dem Trap, dem Gangsta-Rap sowie dem Battlerap. Dazu gesellen sich Einflüsse aus dem Crossover sowie dem Hardcore Punk. Live tritt die Band unter anderem mit Beatdown-Bands wie Cunthunt 777 und Slam Coke  auf. Die Texte behandeln kriminelle Machenschaften, Gewalt, Kritik an der Politik und den Gebrauch von Schusswaffen. Elemente des Battleraps finden sich auch in den Texten, so dissen Ruffiction unter anderem etablierte Hip-Hop-Acts wie Samy Deluxe, Curse und Olli Banjo. In erster Linie verstehen sie ihre Musik als Entertainment und halten ihre Fans für intelligent genug, den Unterschied zu realer Gewalt zu erkennen. Ihre Einflüsse nehme sie aus dem Horrorcore von Necro und Ill Bill, aber auch von frühen deutschen Battlerappern wie Westberlin Maskulin, Bassboxxx und Dynamite Deluxe. Features außerhalb des Labels stammen zumeist von Künstlern von Hirntot Records oder aus der Metal- und Hardcore-Szene.

## Diskografie

### Ruffiction
- 2007: Das wird eine Nacht (Beschlagnahmt) (Free Download)
- 2007: Weltuntergang O.S.T
- 2011: Ruffamilia
- 2014: Ruffnecks (Nur mit Crystal F, Arbok 48 und Crack Claus)
- 2015: Frieden (Nur mit Crystal F, Arbok 48 und Crack Claus)
- 2015: Hool777 (Nur mit Crystal F, Arbok 48 und Crack Claus)
- 2018: Ausnahmezustand (Nur mit Crystal F, Arbok 48 und Crack Claus)
- 2018: Panzerfreunde (Nur mit Crystal F, Arbok 48 und Crack Claus)
- 2020: Hassmaske (Nur mit Crystal F, Arbok 48 und Crack Claus)
- 2020: Panzerfreunde 2 (Nur mit Crystal F, Arbok 48 und Crack Claus)

### Alben der Bandmitglieder
- 2006: Götterdämmerung (D.A.D., Crystal F, Partisan & Phil, indiziert)
- 2006: Straight Outta Keller - Promotape (Crystal F, indiziert)
- 2007: Messermassaker EP (Partisan, indiziert) (Free Download)
- 2008: Crystal, Crack, Kannibalismus (Crystal F & Crack Claus)
- 2009: Kunst des Todes (Crystal F, indiziert)
- 2010: Blut auf den Straßen (Goodfellas Mafia, Partisan & Daniel Gun)
- 2010: Ruffradikal (Crystal F, indiziert)
- 2011: Trottelschweine (Crystal F & Serious Dan)
- 2012: Modus Operandi (Arbok 48)
- 2012: Last Action Heroes (D.A.D., Crystal F & Partisan)
- 2012: X (Crystal F, indiziert)
- 2012: Rebellion der Großstadt (Daniel Gun)
- 2016: Narben (Crystal F)
- 2018: X X (Crystal F)
- 2018: Panzerband und billiges Crack (Crystal F)
- 2019: Bunkerromantik (Crystal F, Karmo Kaputto, Dawid DST)
- 2019: Mischkonsum EP (Crystal F, Tamas, KDM Shey, Nils Davis)
- 2020: Trail-Mix (Crystal F, John ODMGDIA)
- 2020: Claustrophobie (Crack Claus)
- 2021: Das Leben danach (Crystal F)
- 2021: Was ist bloss mit Hauke los EP (Crystal F)
- 2022: Trail Mix II (Crystal F, John ODMGDIA)
- 2022: Neue Probleme (Crystal F)
- 2022: Neue Perspektive EP (Crystal F)
- 2023: Nervennahrung (Crystal F & Ikarus)
- 2023: Trail Mix III (Crystal F & Johnboy)
- 2024: niewiederatmen (Crystal F)

### Ruffiction Productions
- 2007: Goodfellas Mafia: Kieztape
- 2008: Pöbelelite: Der Name ist Programm
- 2010: Affenzirkus: Hart und direkt
- 2010: Daniel Gun: Hassgefühl Mixtape